# Stellaster squamulosus
Stellaster squamulosus är en sjöstjärneart som först beskrevs av Studer 1884.  Stellaster squamulosus ingår i släktet Stellaster och familjen ledsjöstjärnor. Inga underarter finns listade i Catalogue of Life.